# Kerékteleki
Kerékteleki – wieś na Węgrzech, w komitacie Komárom-Esztergom, w powiecie Kisbér. W 2014 roku zamieszkiwana przez 682 osoby, a w 2015 roku przez 689 osób. Jej burmistrzem jest István György.
Pierwsza wzmianka o miejscowości pochodzi z 1237 roku, kiedy nosiła nazwę Keregj. W późniejszych latach wioska stopniowo się wyludniała. W 1488 była zamieszkiwana przez jedną osobę. W XVI i XVII wieku była całkowicie opuszczona, jednakże od 1720 roku ludzie ponownie zaczęli do niej napływać.
We wsi znajduje się barokowy kościół z 1746 roku.
W 2001 roku rozkład populacji względem narodowości i przynależności etnicznej wyglądał następująco:
- Węgrzy – 97,1%
- Romowie – 0,4%
- nie podano – 2,6%

Ze względu na wyznawaną religię struktura mieszkańców kształtowała się w 2001 roku następująco:
- Katolicy rzymscy – 81,4%
- Protestanci – 4,1%
- Ewangelicy – 2,3%
- Ateiści – 4,6%
- Nie podano – 7%